# Grange de Vaulerent
Vous lisez un « bon article » labellisé en 2011.
La grange de Vaulerent ou Vaulerand est une ancienne grange cistercienne située à Villeron, dans la plaine de France à l'est du Val-d'Oise.
Il s'agit d'une exploitation agricole ayant appartenu à l'abbaye de Chaalis à partir du XIIe siècle. La grange assure encore aujourd'hui, presque 800 ans plus tard, cette fonction agricole. Exploitée directement par l'abbaye cistercienne royale et ses moines convers jusqu'en 1315, elle est ensuite mise en fermage. Elle reste propriété de l'abbaye royale jusqu'en 1791, date à laquelle elle est vendue comme bien national.
Les bâtiments actuels comprennent notamment un bâtiment de stockage, la grange proprement dite, dont la construction remonte au XIIIe siècle et qui, longue de 72 mètres, constitue l'un des bâtiments agricoles cisterciens parmi les plus imposants en France. Cette grange est classée au titre des monuments historiques par la liste de 1889, le colombier des XVIe et XVIIe siècles, le puits et les caves des XIIe et XIIIe siècles étant inscrits au titre des monuments historiques depuis le 20 février 1990.

## Localisation et topographie
Le domaine de Vaulerent est situé sur un large plateau culminant à une centaine de mètres, situé au nord-est du pays de France. Il est bordé au nord-est par la butte de Montmélian sur la commune de Saint-Witz, qui marque le début du Valois, et au sud par la haute vallée du Croult, sur les communes de Louvres et de Chennevières-lès-Louvres qui ne forme ici qu'un petit vallon faiblement encaissé dans lequel le ruisseau ne coule que par intermittence. Le sous-sol du plateau est composé de calcaire dit de Saint-Ouen (Bartonien), recouvert par une épaisse couche de limons de plateau. Celui-ci est à l'origine des qualités agricoles remarquables de la terre. Il atteint en moyenne une épaisseur moyenne de 3 mètres mais peut atteindre jusqu'à 6 m comme l'ont montré les sondages effectués à Roissy-en-France, un peu plus au sud.
Comme toutes les granges céréalières de Chaalis, Vaulerent est isolée de toute agglomération, au milieu des champs ouverts cultivés. Le centre du village de Villeron est situé à 800 m de là. À 1 km à l'ouest passe l'ancienne voie romaine puis route royale entre Paris et Senlis, devenue par la suite Route nationale 17 et actuelle route départementale 317. L'abbaye de Chaalis se trouve pour sa part à 15 km au nord-est de la grange, soit 20 km environ par la route au Moyen Âge. De nos jours, l'urbanisation progresse sur toute la périphérie du domaine, avec la présence de l'aéroport Paris-Charles-de-Gaulle situé à 3 km plus au sud, le développement de lotissements autour du village de Villeron ainsi que d'une zone d'activité à proximité de l'ancienne route nationale,,.

## Toponymie

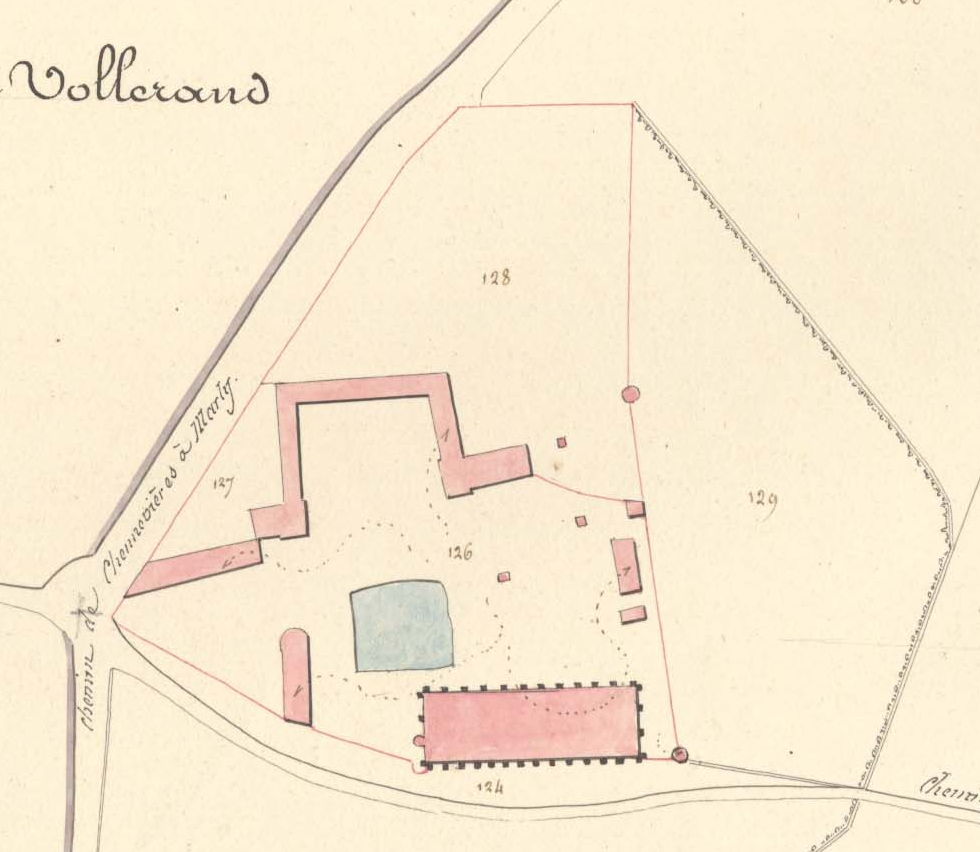
Les bâtiments de la grange dans le cadastre de 1823.

Le nom Vaulerent vient du latin Vallis Laurentii, le « val de Laurent ». La graphie du nom évolue sans cesse au cours du temps : Vallorens (1289), Vaulaurent, Volleron... Encore aujourd'hui, et même localement ou sur les cartes de l'IGN, l'orthographe varie entre Vaulerand, Vollerand, Vaulerant et Vaulerent. Cette dernière graphie est retenue par les chercheurs car elle est la plus proche de l'étymologie et de l'évolution phonétique.

## Historique
Au début du XIIIe siècle, l'abbaye de Chaalis possède onze granges dont trois sont situées dans la plaine de France : la grange de Stains, située dans l'actuelle commune de Villeneuve-sous-Dammartin (Seine-et-Marne), la grange de Choisy-aux-Bœufs à Vémars (Val-d'Oise) et enfin, la plus grande de toutes, celle de Vaulerent.

### La constitution du domaine
L'histoire de ce domaine est très bien connue, pour ces périodes anciennes, grâce aux documents originaux de l'abbaye conservés aux archives départementales de l'Oise à Beauvais et au cartulaire de cette même abbaye conservé à la Bibliothèque nationale de France.
Dès la fondation de l'abbaye de Chaalis en 1136, la terre de Vaulerent lui appartient. Une charte datée de 1138 précise que cette terre fut achetée pour moitié par le roi Louis VI le Gros et pour moitié par les moines eux-mêmes. Il s'agit de terres appartenant auparavant à de petits seigneurs locaux : les seigneurs de Villeron, la famille Suger de Chennevières (sans doute celle de Suger de Saint-Denis). Il s'agit alors de territoires en grande partie occupés par des bois et des terres incultes. Après cette première donation royale, d'autres dons proviennent de seigneurs des environs : Barthélemy de Montgé donne 37 arpents en 1139, Guillaume de Goussainville donne 20 arpents en 1140, Gautier d'Aulnay donne un bois tout proche vers 1143, que les moines cisterciens obtiennent le droit de défricher et de cultiver.
Entre 1140 et 1145, de petits bâtiments sont construits sur place : aussitôt de nouvelles donations apparaissent : 26 donations de terres sont effectuées entre 1145 et 1148. Ces terres sont situées dans les paroisses de Villeron, Saint-Witz, Épiais. Une terre isolée est par ailleurs donnée à Goussainville. Ces dons sont effectués au moment même où Bernard de Clairvaux étend l'influence des Cisterciens grâce notamment à son prêche de la deuxième croisade. En 1160, 140 arpents (61 hectares) sont donnés par Gui de Senlis, bouteiller du roi.
À partir de 1163, les moines se mettent à acheter de nouvelles terres tout autour de leur domaine, achats souvent déguisés sous la forme de donations. Ces achats, effectués auprès de seigneurs locaux ou d'autres établissements ecclésiastiques, permettent de développer le domaine mais aussi de réduire les parcelles enclavées. Cette expansion s'arrête assez nettement en 1173. Elle ne reprend que de manière plus épisodique jusque vers 1212, avec des achats auprès de petits seigneurs en difficulté économique. 87 parcelles sont ainsi achetées jusqu'en 1248. On ne connaît la surface que de 52 d'entre elles : elles couvrent 631 arpents, soit 275 ha. La superficie totale en 1248 est estimée, à l'aide d'un document appelé État général des terres de Vaulerent, à une fourchette située entre 320 et 380 ha. Elle couvre une surface d'un seul bloc long de 4,5 km du nord au sud et large de 1,5 km au maximum, située entre les paroisses de Survilliers, Louvres, Roissy et Épiais.

### L'exploitation de la grange au Moyen Âge

#### L'exploitation directe par les moines (XIIeetXIIIesiècles)

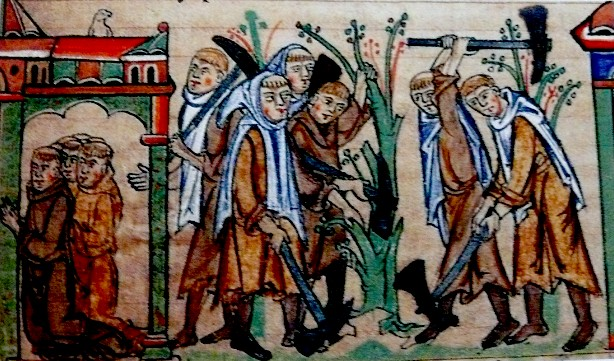
Enluminure représentant des moines travaillant aux champs. Manuscrit de la bibliothèque de l'Université de Cambridge, fin du XIIIe siècle.

Lorsque les moines acquièrent ces terres, aucune d'entre elles n'est exploitée par un tenancier. Elles sont donc exploitées en faire-valoir direct par les moines convers de l'abbaye. Comme l'exige le statut de l'ordre en 1134, il y a moins d'une journée de marche entre ces terres et l'abbaye mère. Tous les moyens modernes de l'agriculture de l'époque sont mis en œuvre. Des chevaux sont utilisés comme animaux de trait et non des bœufs, des défrichements sont pratiqués ainsi qu'une amélioration des terres, probablement par marnage. Mais surtout, les moines mettent au point sur l'ensemble de leurs parcelles un assolement triennal assez strict permettant des rendements à l'hectare très élevés pour l'époque. Le texte de 1248 indique que les premières soles sont consacrées aux blés, les deuxièmes en jachères et les troisièmes aux céréales de printemps, l'orge principalement. Les documents d'archives du XIIIe siècle sont suffisamment précis pour déterminer quelles parcelles étaient dans quelles soles et en quelle année. Ce système va perdurer jusqu'au XVIIIe siècle.
Par ailleurs, les moines pratiquent un remembrement profond de leurs terres. Sur les 87 parcelles recensées dans les acquisitions, l'État général de 1248 n'en mentionne plus que 31 au total, soit une réduction de près des deux tiers. Parmi ces parcelles, neuf d'entre elles comptent entre 50 et 100 arpents soit entre 22 et 45 ha chacune, occupant plus de 90 % du domaine. Il faut donc imaginer un territoire de vastes champs céréaliers ouverts, contrastant avec les petites parcelles villageoises des alentours.

#### L'affermage de la grange (XIVeetXVesiècles)
Au début du XIVe siècle, la région du Parisis subit une grave crise agricole liée à des conditions climatiques exécrables, qui entraîne des famines et une mortalité en forte hausse. À cette crise, s'ajoutent des difficultés à recruter de nouveaux moines convers pour faire fonctionner l'exploitation. Selon Charles Higounet, ces problèmes conduisent à la décision prise en novembre 1315 de louer à ferme 3/5e des terres à un certain Pierre Bove demeurant à Vémars, pour une durée de neuf ans avec les bâtiments rattachés. Selon Georges Duby, la crise agricole doit être relativisée et cette décision est davantage liée à une tendance générale à cette période, parmi les fermes ecclésiastiques et seigneuriales, à cesser l'exploitation directe et à favoriser l'affermage.
La ferme comprend, d'après l'inventaire de 1315, 13 juments, 6 vaches et 12 pourceaux mais surtout 500 moutons. Le fermage, payé par le fermier à l'abbaye, permet de donner une idée du rendement des terres en blé à l'époque. Le montant de ce fermage étant fixé à 1 123,80 hectolitres de blé, le rendement minimum pour atteindre un seuil de rentabilité permettant de payer ce fermage atteignait 15 hl à l'hectare soit 12,5 quintaux. Selon Higounet, le rendement à l'hectare devait être supérieur à 16 quintaux les meilleures années. La ferme cultive par ailleurs de la guède tinctoriale et un peu de vigne.
Le morcellement de l'exploitation de la grange se poursuit tout au long du XIVe siècle et son exploitation en faire-valoir direct totalement abandonnée. D'après l'aveu et dénombrement de 1401, le domaine monastique atteint alors 453 ha mais il est divisé en sept fragments exploités de manières différentes. Ainsi, une nouvelle grange est affermée en 1375, au nord de la propriété, sur les terres du Guépelle (actuelle commune de Saint-Witz) soit 79 ha. D'autres fermes sont créées au sud de la propriété, à Goussainville, Louvres et Épiais. Par ailleurs, une partie des terres de Louvres est louée à des tenanciers sous la forme de censives. Ces différentes terres restent, en partie, la propriété de Chaalis mais ne dépendent plus de Vaulerent. La grange elle-même est signalée en ruine en 1446, ayant perdu sa charpente, à la suite des combats locaux de la guerre de Cent Ans. Elle est sans doute restaurée dans les années qui suivent. Sa ferme, celle créée en 1315, couvre, pour sa part, entre 194 et 227 ha.

### L'exploitation de la ferme à l'époque moderne

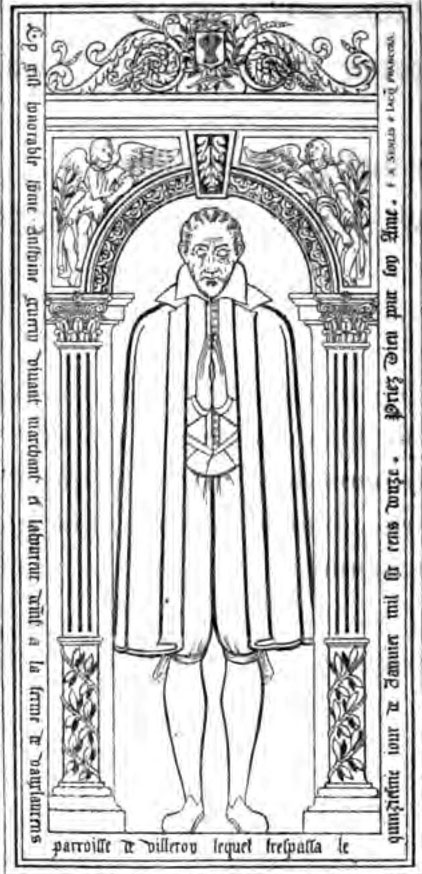
Relevé de la pierre tombale d'Anthoine Guérin, laboureur à Vaulerent et décédé en 1612.

On retrouve la trace, dans les archives de l'exploitation, de la ferme située au centre du domaine monastique en 1537. À cette date, elle couvre 234 ha et est divisée en trois au sein d'une même famille, Jean, Claude et Jeanne Bruslé, avec des exploitations de 75 à 80 ha chacune. Cette situation perdure à la génération suivante, les Le Maire-Bruslé, sans plus de division du domaine. Au tournant du XVIe et XVIIe siècles, la partition du domaine est réduite à deux, à la suite du déménagement d'une branche de la famille. La ferme est finalement totalement réunie par Adam Le Febvre en 1649. Malgré ces successions d'une même famille sur la ferme, la situation reste précaire pour chaque fermier car leur bail doit être renouvelé toujours au même rythme de neuf années, soit le rythme de trois assolements, comme c'est le cas depuis 1315. Ce renouvellement s'accompagne souvent du paiement de pots-de-vin, nécessaire pour le conserver : Noël Le Maire paye ainsi 500 livres en 1630. La ferme reste la propriété de l'abbaye de Chaalis et de son abbé commendataire jusqu'à la Révolution. Chaque année, les fermiers doivent apporter par convoi de charrettes le montant de leur fermage en nature à l'abbaye mère. Ils sont même contraints de réserver une chambre « preste et bien garnie » aux officiers et serviteurs de l'abbé pour permettre la vérification de l'état du domaine.
Malgré cette précarité, cette famille parvient à accumuler suffisamment de revenus pour devenir propriétaire de terres situées sur d'autres domaines. Françoise Ganneron, veuve de Guillaume Le Maire, possède ainsi en 1639, 88 ha de terres auxquels s'ajoutent 51 ha légués à ses enfants. L'honorabilité marquée de ces laboureurs se manifeste dans leur sépulture : ainsi, la famille Bruslé est une des premières à obtenir le privilège de se faire enterrer directement dans l'église de la paroisse et non plus simplement au cimetière. L'église Saint-Germain de Villeron abrite encore aujourd'hui un certain nombre de leurs pierres tombales, dont celle de Jehan Bruslé, qui date de 1561, celle d'Anthoine Guérin, décédé en 1612 et représenté en pied sur sa dalle, ou celle de son épouse.
À la fin du règne de Louis XIV, la crise économique qui dévaste le royaume touche aussi les riches fermiers de Vaulerent. Les rendements des terres baissent fortement en raison notamment des mauvaises conditions climatiques, liées au pic du petit âge glaciaire. Les exploitants ne peuvent soutenir des loyers toujours plus élevés. En 1696, s'achève le dernier bail de Louis Le Febvre, qui est repris par une autre famille, celle de Jean Navarre, qui vient d'une famille de grands laboureurs installés dans la région de Villeroy, près de Meaux. En 1708, il réunit Vaulerent à la ferme voisine de Choisy-aux-Bœufs ainsi que la ferme seigneuriale de Villeron, l'autre grande ferme de la paroisse, ce qui le met à la tête d'une exploitation totale de 658 ha et 18 600 livres de loyer. Il possède 39 chevaux de labour, un millier de moutons et fait travailler 17 charretiers.

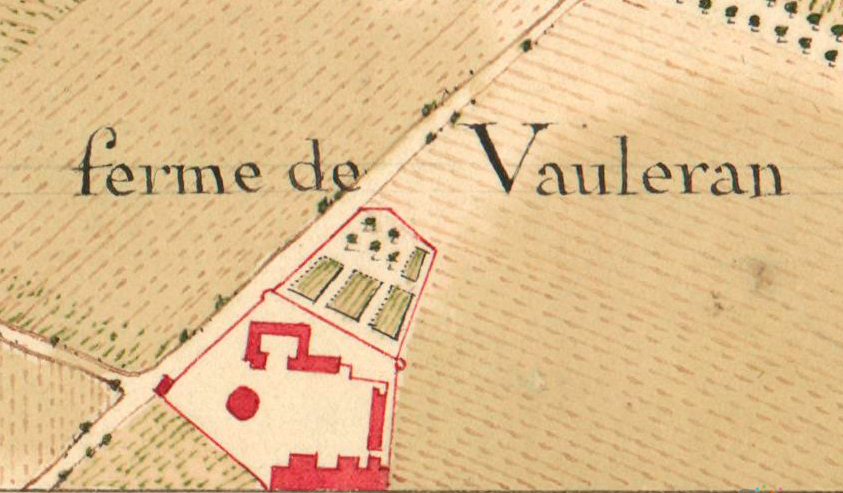
Plan de la ferme telle que représentée dans l'Atlas de Trudaine, entre 1745 et 1780.

Même pendant les plus graves crises, la ferme de Vaulerent reste l'une des plus productives grâce à ses terres parmi les plus fertiles de la région. En 1677, la ferme obtient un rendement de 26 hectolitres de blé à l'hectare et en 1702 de 22,4 hl à l'hectare. Ce sont parmi les plus élevés du Pays de France pendant toute la période. Par conséquent, le loyer fixé pour la ferme est aussi le plus élevé de toute la région : il est de 6 000 livres en 1682, 7 000 en 1698, ce qui, ramené à la surface de la ferme, représente 13 livres par hectare cultivé. En 1741, Claude Prévost, nouveau fermier venant de Villepinte et qui a succédé à Vaulerent aux Navarre en 1731, est le plus gros contribuable de toute l'élection d'Île-de-France avec une cote de taille fixée à 3 640 livres ; c'est encore le cas en 1758 avec une cote de 3 200 livres.
En 1758, d'après l'inventaire après-décès de la femme de Prévost, l'exploitation occupe 220 hectares et le fermage en coûte 7 900 livres en argent, 98 hectolitres d'avoine et 367 quintaux de gerbées de paille. Chaque année, 85 ha sont consacrés à la culture du blé dont 81 de froment, 3,5 de seigle et 0,5 de méteil, soit plus du tiers des terres. Seuls 52 ha sont consacrés aux céréales de printemps (notamment de l'avoine et des légumineuses) et 74 ha à la jachère. 11 ha sont réservés au foin. Une grande quantité de ce blé est stocké sur place, avec 600 quintaux dont la moitié reste à battre. Le fermier possède par ailleurs 16 chevaux de trait (formant 6 attelages pour sept charrues), 316 moutons, 27 vaches et 400 volailles. La maison du fermier contient 7 pièces, un mobilier très nombreux, 260 livres de bijoux et 7 000 livres de trésorerie. En 1761, la fille de Prévost se marie avec Pierre Mangin, qui devient le nouveau fermier.

### Les évolutions contemporaines
En janvier 1791, les terres de la ferme, d'une superficie de 234 ha, sont vendues comme bien national. Louis-Michel Lepeletier de Saint-Fargeau, issu d'une riche famille de la noblesse de robe et célèbre révolutionnaire, s'en porte acquéreur. Il achète au même moment une autre grange de Chaalis en vente, Choisy-aux-Bœufs, ainsi qu'une ferme située à Longperrier, soit au total 643 ha parmi les plus belles terres d'Île-de-France pour 1 312 000 livres. Après son assassinat deux ans plus tard le domaine ainsi constitué reste dans les mains de sa fille, Suzanne Le Peletier de Mortefontaine, jusqu'en 1829. Trois ans plus tard, par voie successorale, elle entre dans la propriété de la vicomtesse Marie-Louise Talleyrand de Périgord. En août 1841, elle vend le domaine à Marie Louise Pelline von Dalberg en échange d'un hôtel particulier situé 25 rue d'Anjou-Saint-Honoré, Paris plus un paiement de 120 000 francs. Puis, la propriété passe dans les mains d'Adèle Narcisse Defontaine, comtesse de Rigny, femme d'Henri de Rigny, puis d'Élise Honnorez, duchesse Arrighi de Casanova, femme d'Ernest Arrighi de Casanova et enfin à sa fille, la duchesse Marie-Adèle-Henriette Riquet de Caraman, femme de Georges-Ernest-Maurice de Riquet de Caraman. Cette dernière accorde un bail à un fermier nommé Albert Lecerf en 1890.

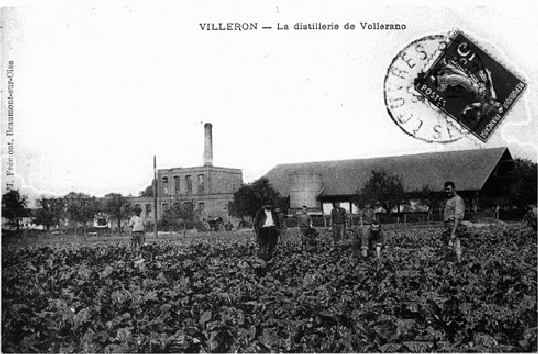
La distillerie de Vaulerent quelque temps après sa construction.

Dès 1889, la grange est classée au titre des monuments historiques, première grange agricole ainsi protégée en France.
Laurent Lecerf associé à son fils Émile fait construire en 1903, à l'entrée de la ferme, une distillerie avec des hangars et caniveaux de stockage des betteraves. Elle produit de l'alcool éthylique et de la pulpe servant à l'alimentation pour le bétail. La betterave est en effet régulièrement cultivée dans la ferme depuis le dernier tiers du XIXe siècle. Tout le surplus de production est envoyé dans la sucrerie de Villeron, située depuis 1866 au nord-est du domaine, sur la route de Senlis. La distillerie, l'une des dernières en activité dans le Pays de France, cesse son activité en 1975. Émile Lecerf acquiert en 1922, la totalité des terres jusque-là louées principalement auprès du comte de Caraman. 214 hectares repassent ainsi, 600 ans après, en faire-valoir direct. La ferme se modernise très vite, possédant un tracteur dès la Première Guerre mondiale et trois autres avant la Seconde.
Le colombier, les caves et le puits sont inscrits au titre des monuments historiques par arrêté du 20 février 1990, venant ainsi compléter la protection. Quelques années après, le colombier fait l'objet d'une restauration. Le site est adhérent à la charte européenne des abbayes et sites cisterciens.
Les descendants de Jean Lecerf, devenus Plasmans, sont toujours propriétaires de l'exploitation agricole. Cette dernière s'étend désormais sur environ 500 ha situés à Villeron mais aussi à Vémars et Chennevières-lès-Louvres. Elle s'est diversifiée dans la production d'oignons et de pommes de terre. Elle produit ainsi en moyenne 2 000 tonnes de blé, 14 000 t de betteraves et 5 000 t de pommes de terre. Ces dernières sont traitées dans l'usine de conditionnement présente sur place qui possède une capacité de 120 tonnes par jour, employant au total une vingtaine de salariés. Elle assure leur commercialisation de cette dernière sous la marque « Primanord ». La grange apparaît sur les étiquettes des emballages.

## Description
L'ensemble du site de la ferme est ceinturé par un mur de pierre construit sans doute dans le courant du XIVe siècle et renforcé par deux tours en poivrières datant du XVe siècle. Cette petite fortification s'explique sans doute par les troubles connus dans la région pendant la guerre de Cent Ans. Ce mur comprenait une extension au nord et à l'est, présente encore sur le cadastre au début du XIXe siècle, enserrant un ancien verger et potager. Cette extension est de nos jours arasée et le potager transformé en champ agricole. À l'intérieur, on pénètre par une seule porte donnant sur un chemin pavé. Dans l'enceinte, on trouve une cour pavée, comportant une grande mare en son centre.

### La grange céréalière

#### Description du bâtiment

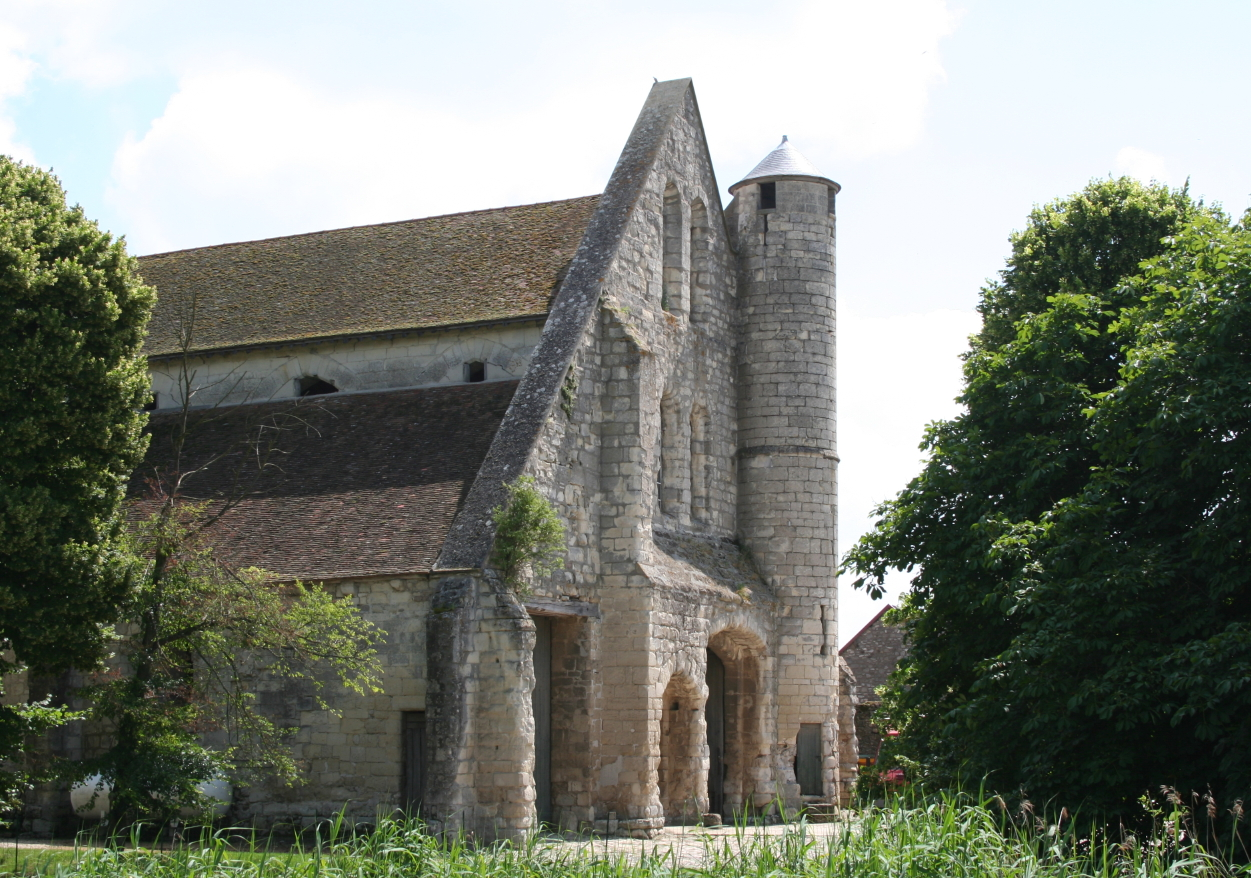
Mur pignon sud-ouest de la grange avec sa tourelle de guet.

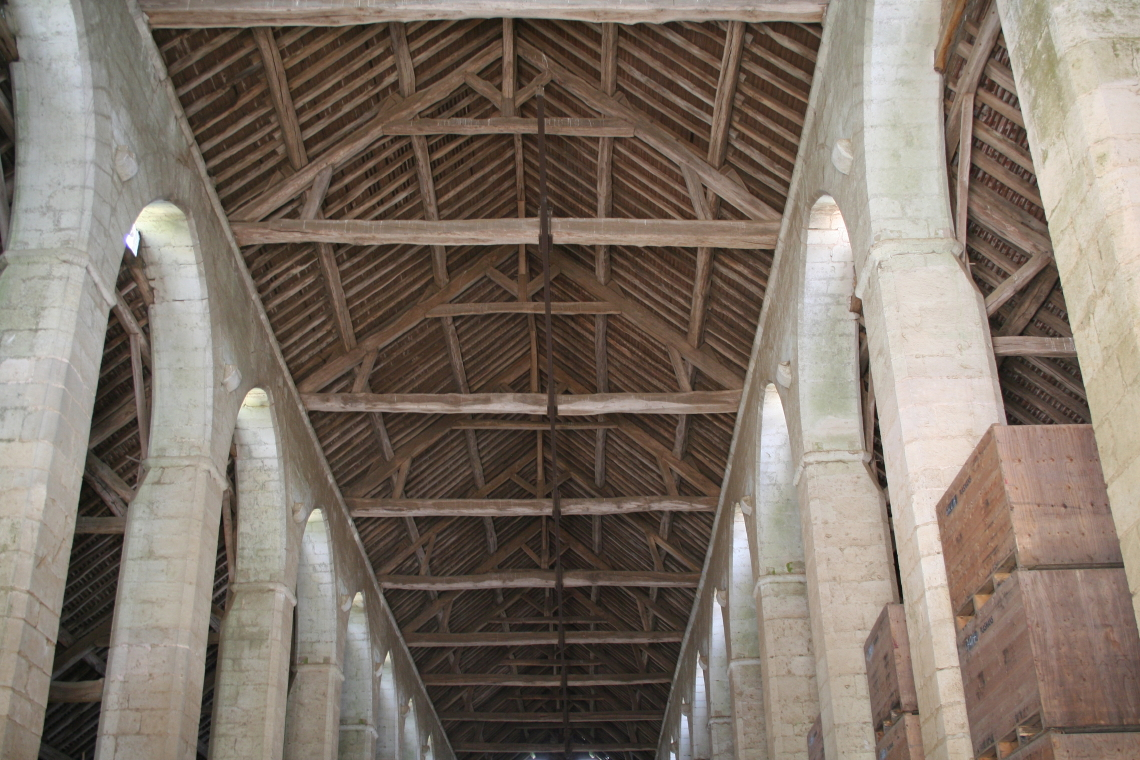
Vue de la charpente et des piliers à l'intérieur de la grange.

Elle mesure 72 m de long pour 23 m de large soit le plus imposant bâtiment de toutes les dépendances de l'abbaye de Chaalis. Sa surface couvre au sol 1 656 m2. Elle est construite entièrement en pierres régulières de calcaire de Saint-Ouen, la pierre locale. Le bâtiment comporte deux files d'arcades divisant l'espace en trois vaisseaux de treize travées. Des contreforts renforcent la construction sur ses quatre côtés.
Son mur pignon sud-ouest, qui s'élève à 20,60 m, supporte une tourelle construite en pierre de taille et atteignant la même hauteur. Celle-ci, comporte un escalier à vis qui débouche par une porte sur l'extérieur au rez-de-chaussée et une autre sur l'intérieur, située à 6 m de haut, donnant dans le vide. Elle indique qu'un étage existait à cet endroit, au-dessus de la porte principale mais il a aujourd'hui disparu. L'escalier de la tourelle donne au sommet sur une petite salle de guet, du haut de laquelle on peut observer les alentours par trois petites fenêtres. Une telle tourelle n'existe pas ou a disparu sur toutes les autres granges de Chaalis, mais elle existe toujours sur celle de l'abbaye de Maubuisson. Elle est construite dans un appareillage différent du reste du pignon, et selon François Blary, elle aurait été ajoutée au XIVe siècle à l'époque de la fortification du domaine,.
Deux portes sont percées au centre du pignon, l'une piétonnière, l'autre charretière. Juste au-dessus, on trouve deux niveaux de fenêtres jumelées. Une petite ouverture sur la droite date de la fin du Moyen Âge tandis que la grande ouverture à gauche, surmontée d'un linteau de bois, est du XVIIe ou XVIIIe siècle.
Le mur-pignon nord-est, renforcé de trois contreforts, était totalement aveugle jusqu'à l'ajout d'une porte surmontée d'un linteau en bois à la fin de l'époque moderne. Les murs gouttereaux, relativement bas (6 m), étaient aussi totalement aveugles à l'origine, soutenus par des contreforts pour certains en partie ruinés ou ayant totalement disparu. En partie haute, des corbeaux soutiennent la toiture au-dessus. La charpente repose sur la série d'arcades centrales et sur ces murs gouttereaux. Chaque versant comporte deux pans couverts de tuiles plates. Ce toit, qui n'est pas d'origine comme le montrent les fenêtres qui en dépassent au sommet au niveau du pignon, a probablement été reconstruit après 1446, date à laquelle un texte décrit la grange ruinée. À l'origine, la grange devait comporter une simple toiture en bâtière à deux longs pans.
À l'intérieur, la série d'arcades est supportée par douze piliers à base carrée et aux angles abattus, d'un mètre de côté. Les arcs sont brisés en tiers-point et s'élèvent à 13 m de hauteur. Au sommet de chaque pilier et dans les bas-côtés, subsistent toujours des corbeaux inutilisés qui servaient à soutenir l'ancienne charpente. Le sol est actuellement couvert de béton. Le bâtiment a toujours une fonction de stockage et de remise agricole,.

#### Ses capacités d'engrangement et sa datation
Il est difficile de donner une date de construction de l'ensemble de l'édifice, en l'absence de fouilles archéologiques. Selon Charles Higounet, on peut déterminer sa période de construction d'après ses capacités de stockage. Le volume intérieur est de 6 000 à 7 000 m3. Un tel volume devait en effet accueillir les deux récoltes de grains de l'année, soit 3 500 m3 de blé en gerbes ou 2 000 quintaux de grains. Une telle production était réalisée dans la première décennie du XIIIe siècle. La construction d'un édifice devant atteindre ce volume étant devenue alors indispensable, la grange a sans doute été construite quelque temps après, soit sans doute dans les années 1220 ou 1230.
Cependant, cette analyse est contestée par Jean-René Trochet. Selon lui, il n'est pas possible de calculer l'engrangement possible dans un tel bâtiment. En effet, une telle grange peut servir de lieu de stockage à la fois pour des grains et des gerbes, mais aussi pour des véhicules ou des accessoires. Sa taille peut simplement s'expliquer par sa fonction ostentatoire. Le changement de la charpente peut s'expliquer par une adaptation aux nouvelles contraintes de l'exploitation à la fin du Moyen Âge.

### Les autres bâtiments de la ferme actuelle

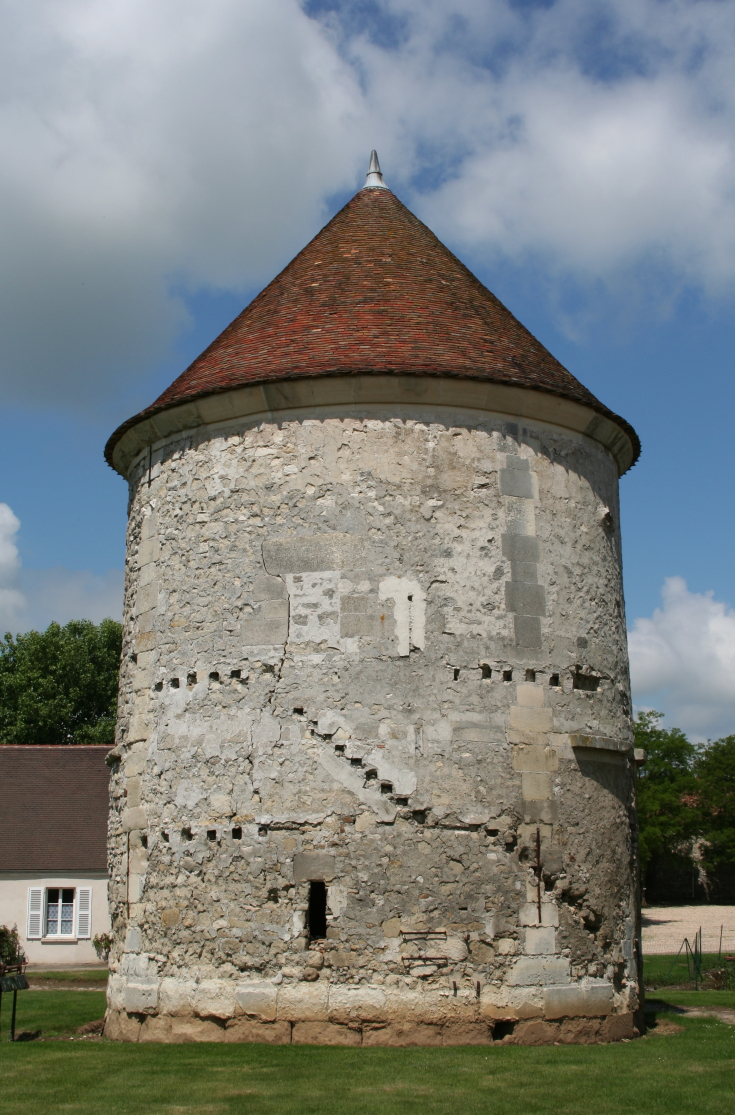
Colombier de la ferme,.

La forme globale des bâtiments est celle d'un « U » formé par les bâtiments situés en face de la grange, de l'autre côté de la cour. Au centre, domine un colombier circulaire de six mètres de diamètre. Il date sans doute des XVIe et XVIIe siècles. On trouve aussi un puits doté d'un toit conique à égout retroussé. À l'entrée, se trouvent d'anciens logements de métayers,.
Le corps de logis actuel date, pour sa part, des XVIIIe ou XIXe siècle et a été transformé au début du XXe siècle par l'ajout d'un étage. Son sous-sol comprend une cave à 4 m de profondeur, mesurant 7,40 m sur 6. De forme rectangulaire, elle est voûtée en croisée d'ogives reposant sur un chapiteau central et une colonne de 60 cm de diamètre. François Blary estime sa date de construction aux alentours de 1200. Une seconde cave a été découverte par hasard à l'occasion de travaux en 1969 à proximité de la première, à 5,75 m de profondeur. Plus petite, elle était voûtée en berceau mais son accès a rapidement été bouché en raison du mauvais état de ses murs. Elle date probablement du XIIe siècle. L'escalier d'accès entre les deux caves, lui aussi désormais bouché, était long de 2,60 m et voûté également en berceau. À la même époque, le corps de logis situé juste au-dessus devait occuper la même surface au sol que les caves mais a disparu au cours de la guerre de Cent Ans.
À l'entrée de la ferme se trouve l'ancienne distillerie en brique avec une cheminée industrielle et entourée de hangars de stockage. Construite au début du XXe siècle, elle a été transformée en 1946. Elle sert actuellement de bureaux administratifs à l'entreprise agricole.

## La grange dans la culture
La grange reste relativement peu connue car le bâtiment n'est pas du tout visitable, même pendant les journées du patrimoine. Seul le musée archéologique Archéa voisin, qui en présente une maquette dans l'état médiéval, en propose des visites guidées de manière ponctuelle. Cette grange a cependant laissé des traces aussi bien dans la culture populaire locale que dans l'historiographie.

### La grange dans la culture populaire

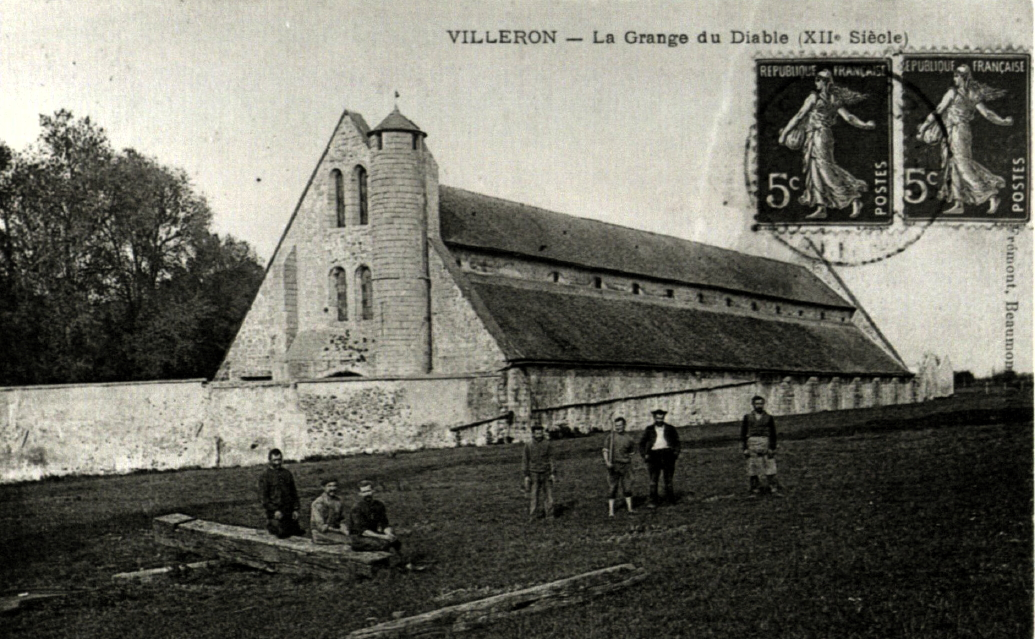
La « grange du diable » selon cette carte postale du début du siècle.

Une tradition orale désigne le bâtiment de stockage médiéval sous le nom de « grange du diable ». Cette appellation provient d'une légende locale à son sujet : une année, le fermier de Vaulerent obtint une récolte tellement abondante qu'il n'avait pas de quoi la protéger, n'ayant pas terminé la couverture de la grange. Il conclut un marché avec le diable : il promit de lui donner sa fille en échange de l'achèvement de la toiture de la grange avant la fin de la nuit marquée par le chant du coq. Les travaux avançant très vite dans la nuit, la femme du fermier, ayant peur pour sa fille, alla au poulailler pour réveiller le coq qui se mit à chanter avant le début du jour. La toiture n'étant pas achevée, le pacte avec le diable était rompu.
Cette légende remonte au moins au début du XVIIIe siècle. À cette époque, il s'avère qu'effectivement, un fragment du toit de la grange n'était pas couvert. En effet, l'abbé Lebeuf raconte dans son Histoire du diocèse de Paris (1745) : « [À Vaulaurent], le peuple a forgé des fables à l'occasion du quarré de la couverture de la grange qui reste non-achevé et fait que le dessous est exposé aux injures de l'air : mais les connoisseurs en sçavent la raison physique pour laquelle on a laissé ce quarré proche la porte découvert et sans tuiles ; scavoir pour opposer au vent qui, soufflant par la grande porte avec impétuosité nuisoit au tas de gerbe ». Ce trou dans la toiture a disparu depuis.
La trame de ce conte se retrouve chez d'autres granges cisterciennes, probablement du fait de leur taille si imposante, au point de leur donner une origine mythique ou surhumaine. Il s'agit du thème récurrent du « diable dupé » à qui on demande de construire un bâtiment (pont ou château), ainsi recensé dans la classification Aarne-Thompson (AT1005). Ce conte-type se retrouve un peu partout en France.
La grange a servi de lieu de tournage pour le téléfilm Le Chevalier de Maison-Rouge diffusé en 1963.

### La grange dans l'historiographie
Les travaux de Charles Higounet sur Vaulerent sont reconnus comme précurseurs dans l'étude de l'agriculture au Moyen Âge. « Jamais la topographie d'un terroir n'avait pu être reconstituée avec autant de précision » selon Georges Duby. Ils ont notamment permis de mieux comprendre la mise en place du système de l'assolement triennal à cette époque. L'étude et donc la ferme se retrouvent citées dans plusieurs études rurales médiévales, telles que l'Histoire de la France rurale de Georges Duby et Armand Wallon. Certains historiens notamment américains n'hésitent pas à la désigner comme la plus grande ferme céréalière d'Europe au Moyen Âge.
La ferme a aussi suscité l'intérêt des archéologues du bâti et historiens de l'architecture par la taille imposante de son bâtiment principal, sans doute l'une des plus imposantes granges cisterciennes. Selon les chercheurs de l'Inventaire général du patrimoine culturel, il s'agit probablement de la plus longue des granges monastiques subsistant en Europe. Les premières études de la grange remontent au milieu du XIXe siècle et elle est mentionnée dans les premières études sur l'architecture cistercienne. Le bâtiment a intéressé aussi l'historien de l'art américain Walter Horn (1908-1995) et son collaborateur architecte Ernest Born, de l'Université de Californie à Berkeley, qui sont venus dans les années 1960 effectuer des relevés précis et ont réalisé des restitutions du bâtiment dans son état d'origine, dans le cadre d'une étude plus large sur les charpentes de la fin du Moyen Âge en Europe occidentale,.